# Павлов, Иван Иванович
Иван Иванович Павлов (23 октября 1900, Орск — 19 февраля 1971, Рига) — советский военный, государственный и политический деятель, генерал-майор.

## Биография
Родился в 1900 году в Орске. Член КПСС с 1919 года.
С 1919 года — на военной службе, общественной и политической работе. В 1919—1957 гг. — красноармеец, участник Гражданской войны в составе 20-й Пензенской дивизии, Краснознамёнец (1922), заведующий Орским уездным политпросветом, начальник политотдела управления войск ПП ОГПУ МО, начальник управления политпропаганды Казахского пограничного округа, начальник политического отдела Управления войск НКВД по охране тыла Брянского фронта (2-го формирования), начальник Управления войск НКВД по охране тыла Юго-Западного фронта, начальник Управления войск НКВД по охране тыла 3-го Украинского фронта, заместитель командующего Карело-Финского пограничного округа, заместитель командующего Среднеазиатского пограничного округа, заместитель командующего Прибалтийского пограничного округа. В 1942 году окончил Военную академию имени М. В. Фрунзе.
Умер в Риге в 1971 году.